# Guía de la Biblia de Asimov
Guía de la Biblia es un libro de Isaac Asimov inicialmente publicado en dos volúmenes: el primero comprende el Antiguo Testamento (1967) y el segundo, el Nuevo Testamento (1969). En 1981, estos dos libros se combinaron en un único volumen de 1300 páginas en inglés. En español existen diversas ediciones.

## Generalidades
Se trata de un amplio libro que hace un recorrido por toda la Biblia. En cada tema explica el contexto histórico, indica por quién (probablemente) fue escrito y en qué época y las posibles influencias políticas del momento. Hace las correspondientes consideraciones geográficas. Indica posibles alteraciones que sufrió el texto por errores de los copistas, y/o alteraciones u omisiones que autores posteriores introdujeron. También hace extensas citas de diferentes lugares de la Biblia que tienen relación con el tema.
Indica las posibles influencias de otras fuentes que tuvo el texto. Indica las posibles malas traducciones y toma las palabras originales en hebreo o griego, y hace comparaciones de algunas traducciones de uso frecuente. Para ello utiliza las diferentes versiones de la Biblia. También utiliza la Torá.
En los lugares en los que la lectura debe ser interpretativa, indica la posible interpretación que el autor quería dar, apoyándose en el contexto histórico, las costumbres y normas, las tendencias, y prohibiciones del poder político, entre otras. Hace un relato histórico comparando los eventos, personajes, épocas y lugares mencionados de la Biblia con las fuentes históricas.